# 八路军兵工厂杨家庄旧址
八路军兵工厂杨家庄旧址，位于中华人民共和国山西省晋中市左权县芹泉镇杨家庄村，已列为山西省文物保护单位。

## 保护
2021年8月4日，八路军兵工厂杨家庄旧址由山西省人民政府公布为第六批山西省文物保护单位，编号6-297。